# Обряд (фільм, 2011)
«Обря́д» (англ. The Rite) — американський драматичний художній фільм 2011 з містичним сюжетом. Світова прем'єра відбулася 28 січня 2011 року.

## Сюжет
Фільм створений на основі книги The Making of a Modern Exorcist, опублікованій Меттом Баглій в 2009. Головний герой кінокартини — Майкл Ковак, який щойно закінчив в США семінарію, є, по духу своєму, скептиком, але відправляється в Ватикан навчатися екзорцизму. У Римі він знайомиться з Отцем Тревентом, який відкриває невіруючому студенту таємницю темної сторони духовного світу.

## У ролях
- Ентоні Гопкінс — Отець Лукас Тревент
- Колін О'Донох'ю — Майкл Ковака
- Алісі Брага — Анджеліна Варгес
- Марті Гастін — Розарія
- Рутгер Гауер — Іштван Ковака
- Тобі Джонс — Отець Метью
- Кіаран Гайндс — Отець Ксав'єр
- Марія Грація Кучінотта — тітка Андрія
- Торрі ДеВітто — Ніні
- Марія Каран — Сандра